# Steeple Building
Le Steeple Building est une ancienne église luthérienne située à Christiansted, dans les Îles Vierges des États-Unis. Ce fut la première église construite à Sainte-Croix.

## Historique
Cette église luthérienne, dotée d'un clocher de style georgien ajouté quatre décennies plus tard, construite entre 1750 et 1753 par la Compagnie danoise des Indes occidentales et de Guinée, devint, tour à tour, une boulangerie, un hôpital et une école. Aujourd'hui, il abrite un musée qui expose des reliques indiennes Taïnos et des éléments des plantations de canne à sucre.